# Trận đấu bóng đá có ba hiệp thi đấu
"Trận đấu có ba hiệp đấu" (tiếng Anh: "Game of three halves") là một trận đấu bóng đá giữa hai câu lạc bộ Sunderland và Derby County trong ngày mở màn mùa giải Hạng nhất Anh 1894–95.
Derby County hành quân đến Sunderland vào ngày 1 tháng 9 để thi đấu trận mở màn mùa giải Football League First Division mới, nhưng trọng tài được chỉ định điều hành trận đấu hôm đó Tom Kirkham đã đến muộn, và trận đấu được bắt đầu với một trọng tài thay thế có tên John Conqueror.
Sau khi trận đấu diễn ra được 45 phút, Sunderland đang dẫn trước 3–0, Kirkham bất ngờ có mặt và ra lệnh trận đấu phải bắt đầu lại từ đầu, "trước sự ngạc nhiên của tất cả mọi người".
Với việc trận đấu đã diễn ra được một hiệp đấu, cộng thêm hai hiệp đấu do bắt đầu lại từ đầu, trận đấu thực ra đã có đến ba hiệp đấu. Tuy nhiên, quyết định bắt đầu lại trận đấu không giúp ích cho Derby. Họ tiếp tục để lọt lưới ba bàn trong "hiệp hai" và năm bàn trong "hiệp ba" và chính thức nhận thất bại 0–8.

## Chi tiết

### Hiệp 1
| Sunderland                                   | 3–0      | Derby County |
| -------------------------------------------- | -------- | ------------ |
| Millar Campbell 15' · Hannah ?' · Hyslop 40' | Chi tiết |              |

### Hiệp 2 và 3
| Sunderland                                                                 | 8–0      | Derby County |
| -------------------------------------------------------------------------- | -------- | ------------ |
| Hannah 4' · Millar Campbell ?', 30', ?', ?' · Hyslop ?', ?' · Gillespie ?' | Chi tiết |              |